# 沃馬諾河

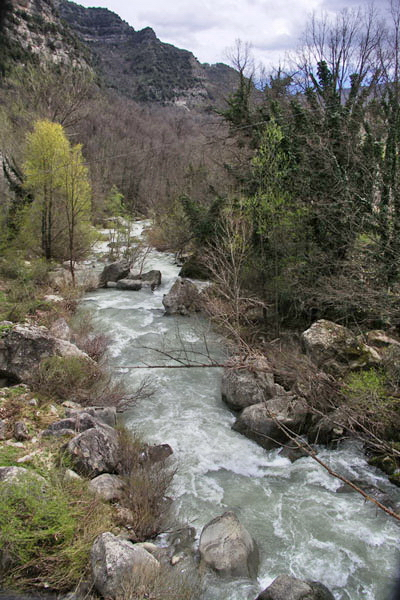

沃馬諾河是意大利的河流，位於該國中部阿布魯佐，河道全長76公里，流域面積764平方公里，平均流量每秒15立方米，最終在羅塞托德利亞布魯齊注入亞得里亞海。
42°39′N 14°02′E / 42.650°N 14.033°E